# La Reina Hada

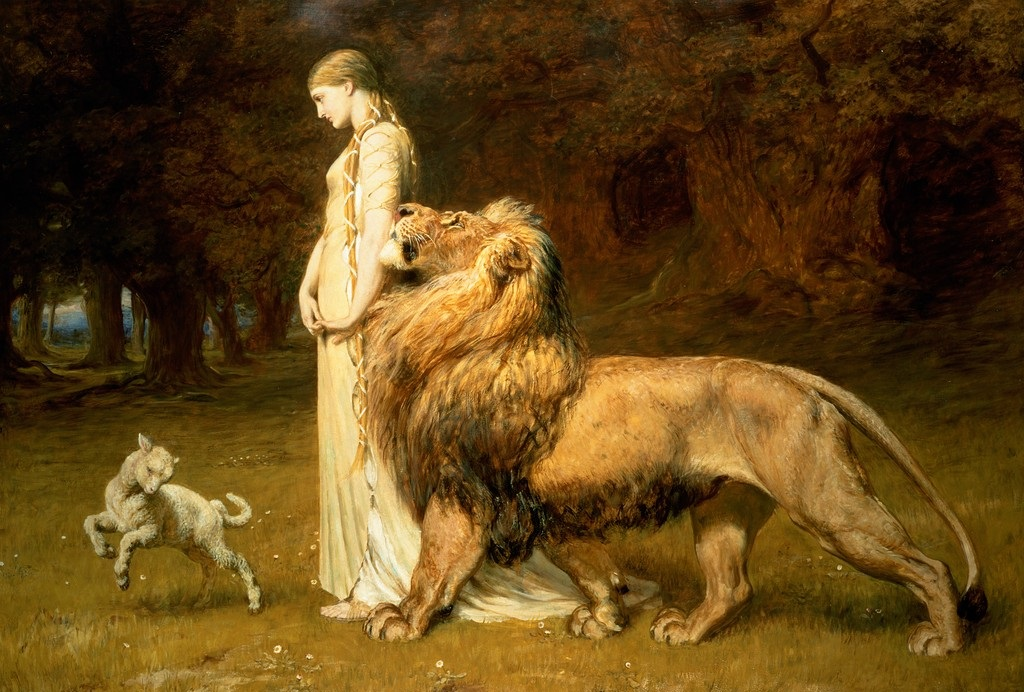
"Una y el León", de Briton Rivière (1840-1920).

La Reina Hada (en inglés: The Faerie Queene) es un poema épico incompleto en inglés escrito por Edmund Spenser. La primera parte se publicó en 1590 y la segunda parte en 1596. La Reina Hada es notable por su forma: se trata de la primera obra escrita utilizando la llamada estrofa spenseriana y es uno de los poemas más largos en inglés. Es un texto de carácter alegórico, escrito para alabar a Isabel I. En gran medida simbólico, el poema sigue el quehacer de diversos caballeros en un examen de sus diversas virtudes.